# ホテル立山
ホテル立山（ホテルたてやま）は富山県中新川郡立山町にあるホテル。中部山岳国立公園特別保護地域である立山山中の室堂平（標高2,450メートル）に位置し、日本一標高の高い場所にある長野県のホテル千畳敷（標高2,612m）に次いで日本で2番目に標高が高く、リゾートホテルとしては日本一標高の高い場所に位置する。

## 概要
3000メートル級の山々を間近にした環境に立地する。立山黒部アルペンルートを運営する企業、いわゆる立山3社の1つである立山貫光ターミナル株式会社による経営。営業期間は例年4月16日より11月30日まで。
着工は1969年（昭和44年）5月8日。5年の歳月と平地の標準建設費の3倍に及ぶ資金を費やし、1972年（昭和47年）8月28日に竣工、同年9月1日に営業開始。同年12月20日に政府登録国際観光旅館（登録番号:登録ホ第289号）に登録された。
2000年（平成12年）4月1日、立山開発鉄道（合併により現：立山黒部貫光）より立山貫光ターミナルに経営受託された。同時に委託された姉妹ホテルに弥陀ヶ原ホテルがある。
中部山岳国立公園内に位置するため、自然環境保護の厳しい規制の中で建設された。また、積雪20メートル、最低気温摂氏マイナス24度におよぶ厳冬期に耐える設計が施されている。冬期は交通が遮断されるため休業となるが、電力、通信、生活物資、暖房など、通年営業を維持しうる。
2024年（令和6年）1月9日、立山黒部貫光と子会社の立山貫光ターミナルが主力の運輸事業や駅のレストラン、売店事業に集中させるため、星野リゾートとホテルの譲渡に向けて協議すると発表し、同年3月29日に建物が星野リゾートに売却された。その後2026年8月31日CO分で宿泊事業を終了。レストランと売店は営業を継続する。

## 設備
ホテルは6階建て。フロントは3階にあり、立山黒部アルペンルートの室堂ターミナルビルの2階と直結している。鉄筋コンクリート造りであり、規模は建築面積1,518平方メートル、延床面積7,498平方メートル。客室数は和室、洋室を合わせて85室（特別室、スイートルームを含む）、収容人員は289名。飲用水、浴場などの水道はすべて、ホテルのすぐ近くに湧く「立山玉殿の湧水」（環境省により名水百選に選定）を使用している。
主な施設は以下のとおり。
- 洋食堂「つるぎ」 - 5階。フランス料理のディナーを提供する。
- バー「アルペン」 - 5階。
- 和食堂「たてやま」 - 3階。朝食会場も兼ねる。
- ティーラウンジ「りんどう」 - 3階。玉殿の湧水で抽出した「水出しコーヒー」が名物。

その他、大浴場や家族風呂、ロビーラウンジ、会議室、談話室などを備えている。
なお、ホテル内部ではないが、室堂バスターミナル2階ではアルペンルート内最大規模である「レストラン立山」が営業している。また、1階にはコーヒーショップとそばコーナー、立山山頂簡易郵便局がある。

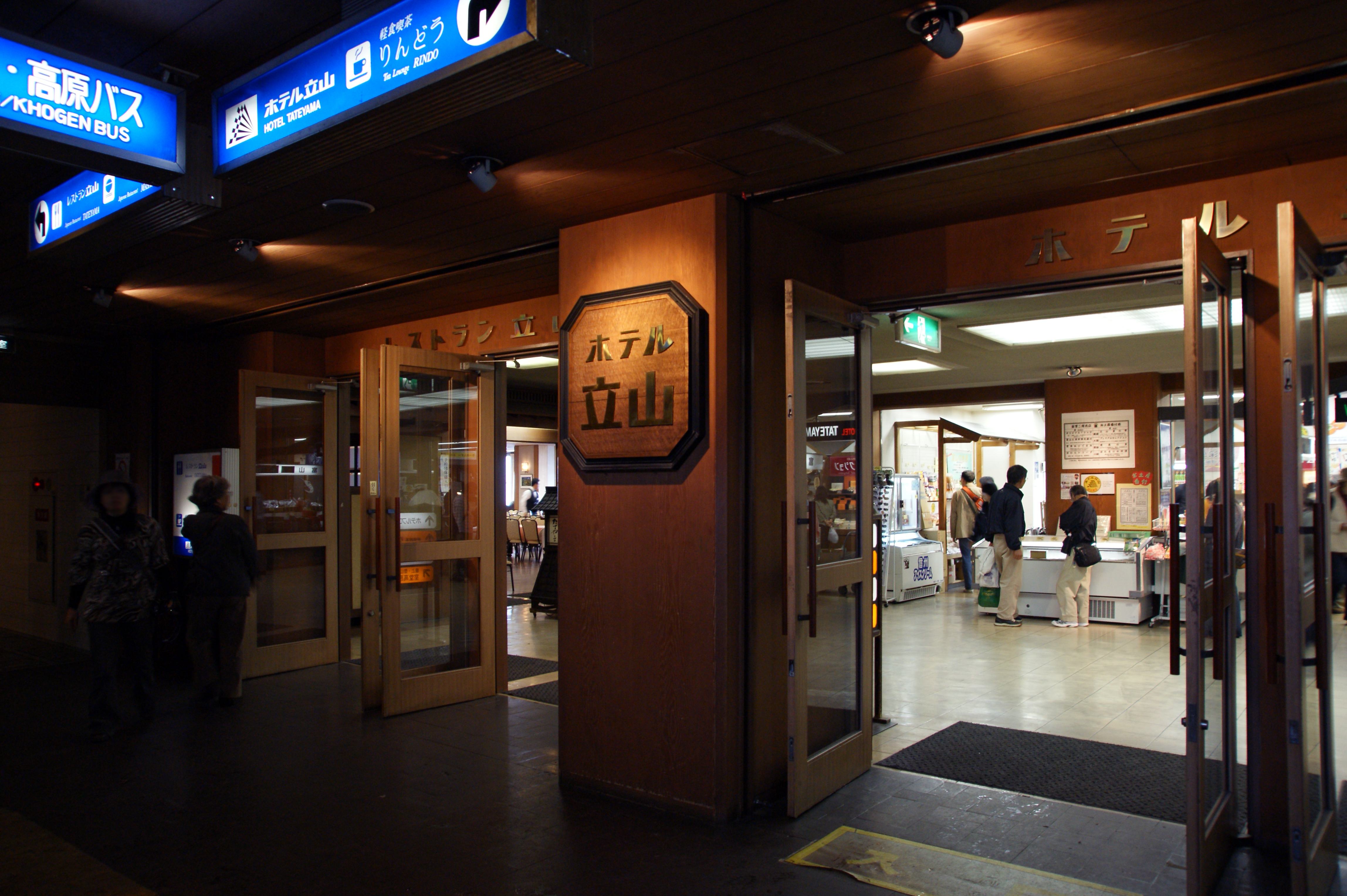
正面に売店、左奥に和食堂「たてやま」、右に進むとホテル入口(3F)
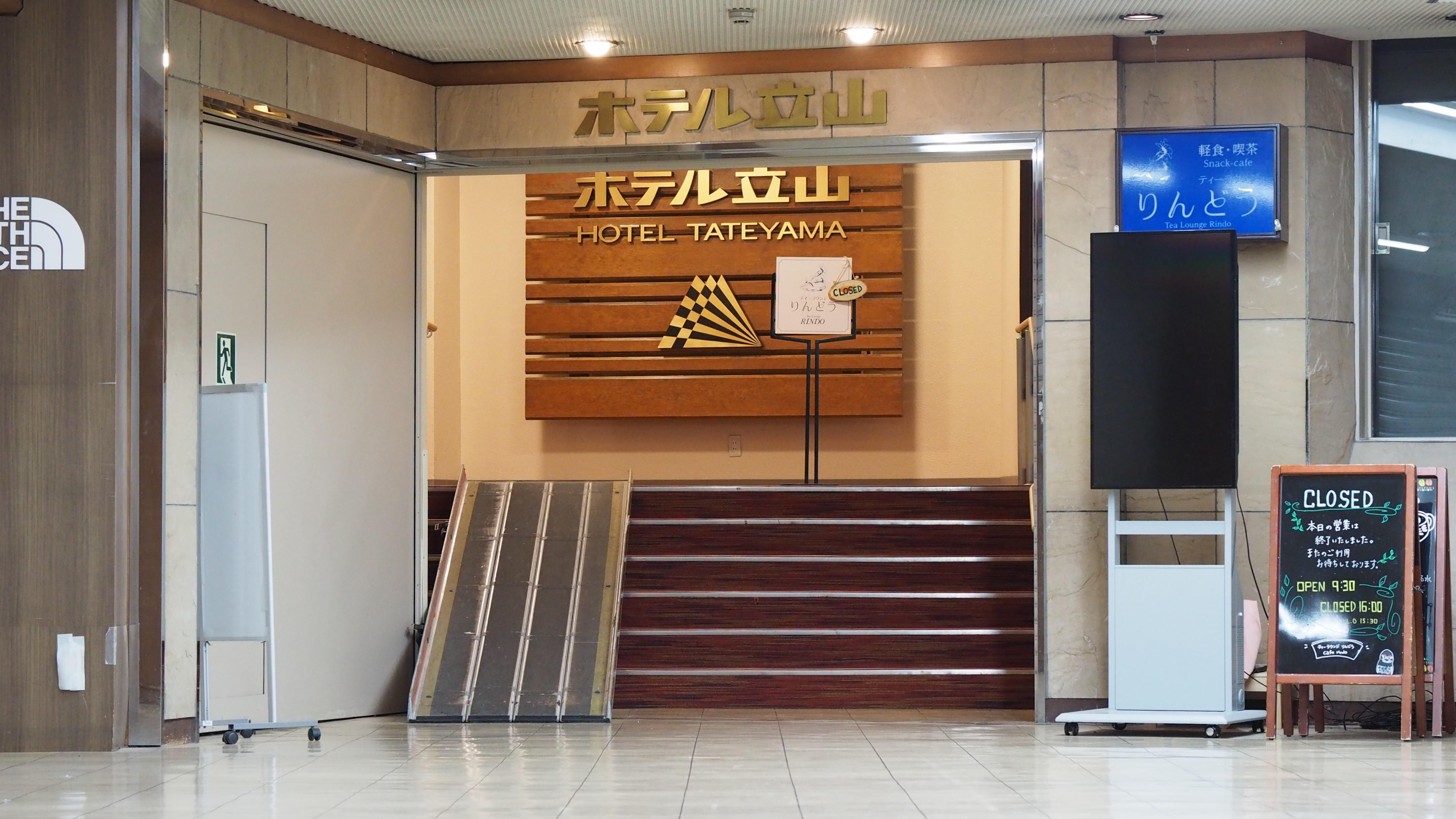
ホテル入口。右側はティーラウンジ「りんどう」(3F)
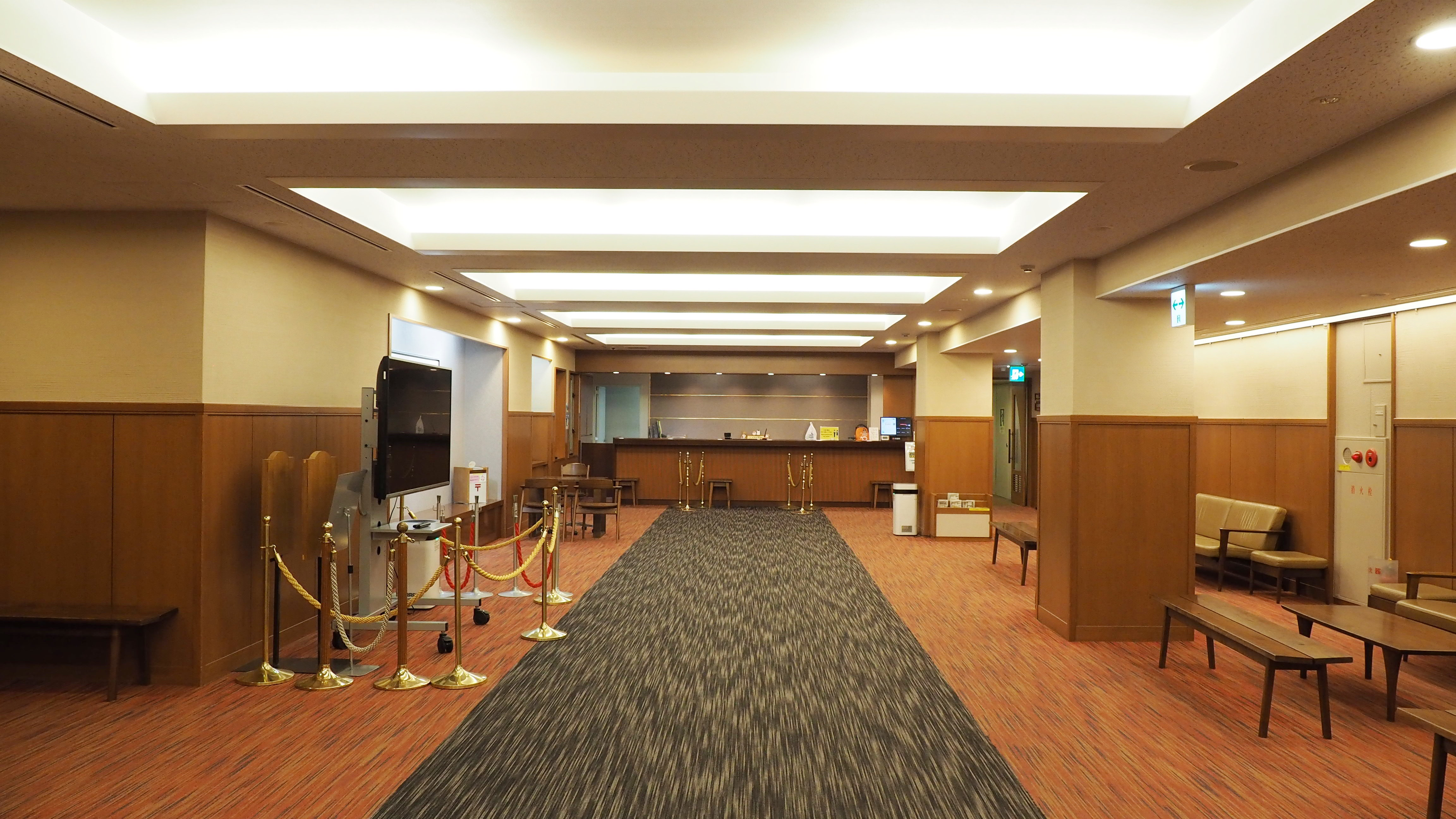
フロントデスク(3F)
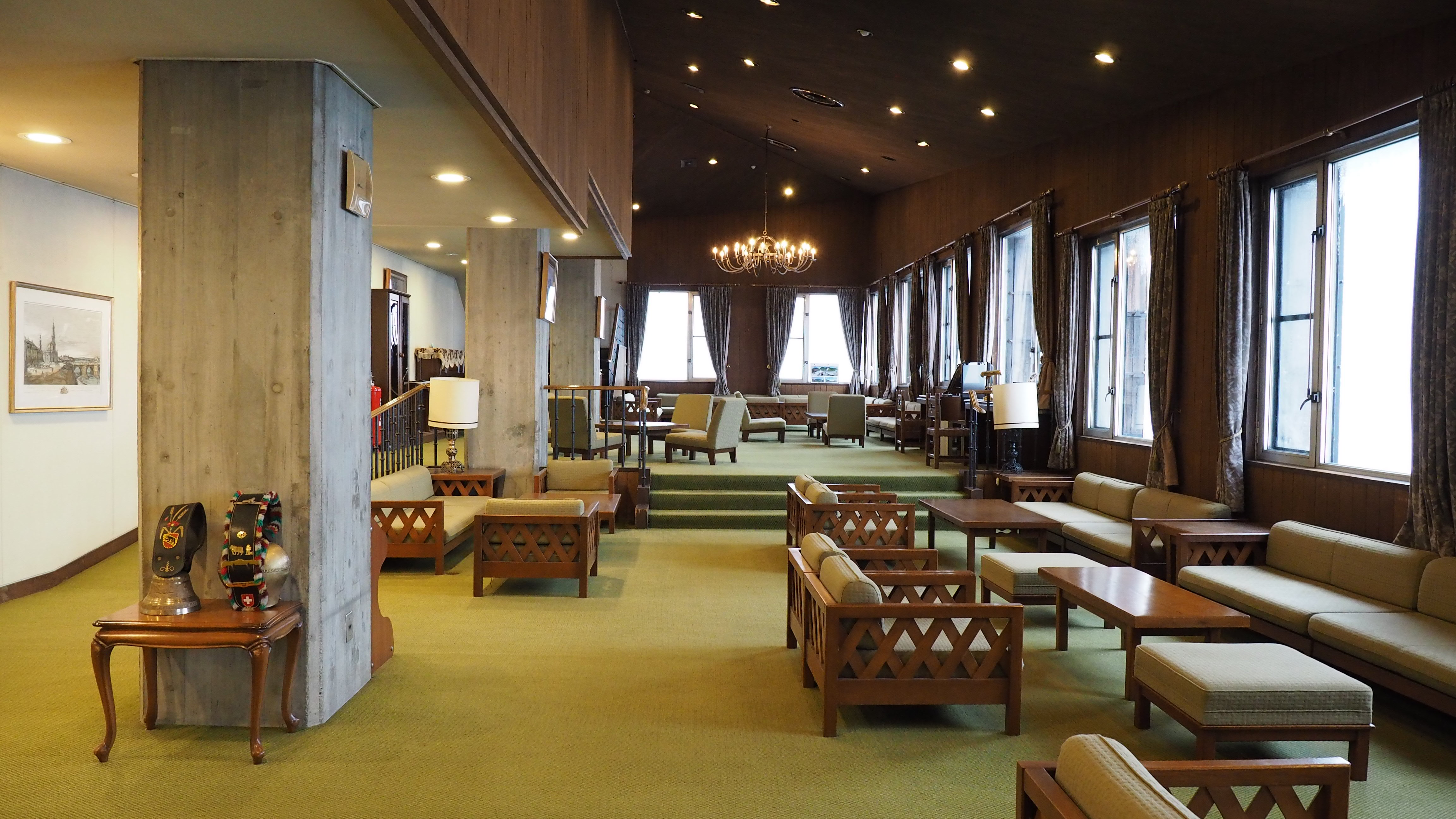
ロビーラウンジ(5F)

## 観光
立山、剱岳、室堂山の登山拠点として登山客の利用が多い。立山黒部アルペンルート運行期間にトレッキング客が訪れるほか、秋季の紅葉、春季・冬季の雪原散策、ライチョウ観察など季節ごとの観光客を迎えている。
ホテル近辺にはミクリガ池や地獄谷などの名勝地を巡る散策コースが整備されており、みくりが池温泉、雷鳥荘などの温泉宿泊施設がある。
ホテル立山では、ホテルスタッフにより以下の通りの各種観光イベントが行われている。
- 室堂高原散策 - ホテルスタッフの案内解説による立山室堂平の散策。
- スライド上映 - ホテルスタッフが撮影した立山の風景を上映。また、上映後に星空観察も行われる。
- ご来光バスツアー - 後立山連峰の稜線から昇る朝日を、大観峰駅展望台（標高2,320メートル）より観察する早朝バスツアー。

## 所在地
富山県中新川郡立山町芦峅寺字ブナ坂外第11国有林（通称・室堂）